# Cantón de Palluau
El cantón de Palluau era una división administrativa francesa, que estaba situada en el departamento de Vandea y la región de Países del Loira.

## Composición
El cantón estaba formado por nueve comunas:
- Apremont
- Falleron
- Grand'Landes
- La Chapelle-Palluau
- Maché
- Palluau
- Saint-Christophe-du-Ligneron
- Saint-Étienne-du-Bois
- Saint-Paul-Mont-Penit

## Supresión del cantón de Palluau
En aplicación del Decreto n.º 2014-169 de 17 de febrero de 2014, el cantón de Palluau fue suprimido el 22 de marzo de 2015 y sus 9 comunas pasaron a formar parte del nuevo cantón de Challans.